# Claustrum

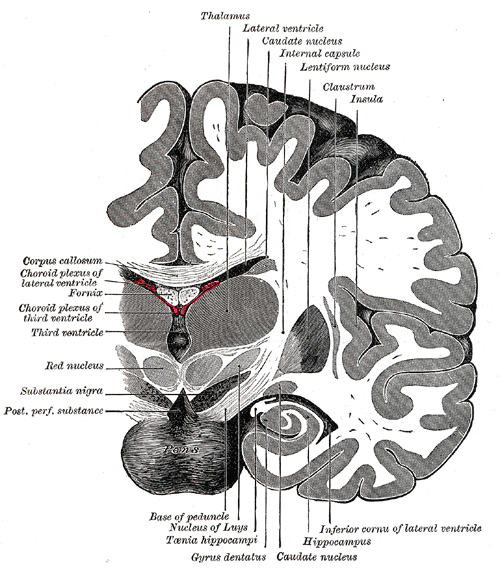
Tvärsnitt av hjärna. Claustrum syns på bilden, lite till höger om mitten.

Claustrum (Murkärnan) är en del av hjärnan hos däggdjur.  Ordet claustrum är latin för "slutet rum", samma ordstam som återkommer i kloster och klaustrofobi. Claustrum är en tunn, gråaktig, oregelbundet formad hinna som sitter mellan putamen och insula.  Den hör till den basolaterala delen av ändhjärnan och tolkas av en del forskare som tillhörande de basala ganglierna..
Claustrum finns hos alla högre däggdjur, men vissa forskare hävdar att kloakdjur utgör ett undantag och helt saknar claustrum mellan insulabarken och skalkärnan.
Hos primater är claustrum är en tunn, gråaktig, oregelbundet formad hinna vars form kan liknas vid en kartbild av USA. Tjockleken varierar från en bråkdel av en millimeter till flera millimeter.
Claustrum tros spela en roll för att koppla samman olika sensomotoriska kännetecken/attribut (sensorisk integration), men dess fullständiga funktion är i dagsläget fortfarande inte helt klarlagd. Det är extra svårt att studera claustrums funktion eftersom dess otillgängliga läge gör det svårt att på experimentell väg tillfoga claustrum lesioner och på så vis lära sig mer om dess funktion. Claustrum har flera reciprokala förbindelser med omgivande kortikala områden såsom primära känsel-, hörsel- och synbarksområdena och hela neocortex. Claustrum har även afferenta förbindelser från den laterala delen av hypotalamus, den centromediala delen av talamus samt noradrenalinkärnan. Detta tyder på att claustrum är involverat i att reglera och samordna sensorisk information. Claustrum är unikt på så sätt att kärnan tar emot och skickar tillbaka signaler från sånär hela cortex. En relativt ny hypotes av forskarna Crick och Koch är att claustrum har en avgörande roll för att medvetandegöra synintryck. Claustrum skulle ha rollen av en dirigent i en orkester som sammanfogar de olika sensoriska intrycken till en begriplig helhet. Claustrum skulle enligt Crick och Koch vara ansvarigt för att samordna bl.a. färg och rörelse, visuell information och ljud samt timing. Mätningar av regionalt blodflöde (rCBF = regional bloodflow) i kombination med PET (positronemissionstomografi) hos manliga försökspersoner som gjordes sexuellt upphetsade har påvisat en bilateralt ökat blodflöde i claustrum, en teori är därför att claustrum även är inblandat i motivationsprocesser.
Vid såväl uni- som bipolär depression har man observerat en sänkt metabolism i claustrum.